# Рахимов, Ибрагим (футболист)
Ибрагим Рахимов (узб. Ibrohim Rahimov; род. 29 сентября 1984, Коканд, Ферганская область) — узбекский футболист, защитник клуба «Локомотив» (Ташкент).
В 2002 году начал выступать за «Коканд», затем играл за ташкентский «Трактор». Затем он выступал в чемпионате Узбекистана за клубы — «Андижан», «Пахтакор», «Курувчи», «Хорезм», «Согдиана» и «Динамо» из Самарканда. В 2012 году перешёл в ташкентский «Локомотив». Вместе с командой стал бронзовым призёром чемпионата Узбекистана и участвовал в азиатской Лиге чемпионов. В 2013 году был отдан в аренду в «Гулистан».
В 2012 году провёл 1 матч за национальную сборную Узбекистана против Южной Кореи, в котором отметился забитым голом.

## Биография

### Клубная карьера
Начал профессиональную карьеру в 2002 году в «Коканде», за который провёл 36 матчей и забил 2 мяча. В 2004 году играл в ташкентском «Тракторе». В составе команды провёл 47 матчей и забил 5 мячей в чемпионате Узбекистана. В сезоне 2006 выступал за «Андижан» из одноимённого города, сыграв в 13 матчах и забив 1 гол. После выступал ташкентский «Пахтакор» и сыграл всего 4 игры. В 2008 году перешёл в «Курувчи», который позже назывался «Бунёдкор». В команде выступал под 6 номером.
В 2010 году стал игроком «Хорезм» из Ургенча и провёл за клуб 6 игр. Затем Рахимов выступал за «Согдиану» из города Джизак и сыграл за неё в чемпионате в 14 матчах и забил 2 мяча, в Кубке Узбекистана провёл 4 игры. В 2011 году перешёл в самаркандское «Динамо», в которой провёл 10 матчей и забил 1 гол в чемпионате, а в Кубке страны провёл 1 игру. В начале 2012 года стал игроком ташкентского «Локомотива», в команде получил 24 номер. В сезоне 2012 «Локомотив» занял 3-е место, уступив лишь «Бунёдкору» и «Пахтакору» и получил право выступать в Лиге чемпионов АФК. Рахимов сыграл всего в 3 матчах. 9 февраля 2013 года он сыграл в матче квалификационного раунда азиатской Лиги чемпионов против дубайского «Аль-Насра», Ибрагим вышел на поле на 61 минуте вместо Жасура Хасанова. Встреча закончилась поражением «Локомотива» (3:2), после которой команда покинула турнир.
В феврале 2013 года Рахимов перешёл на правах аренды в «Гулистан» до конца года. В команде он получил 2 номер. В составе команды в чемпионате провёл 13 матчей, в Кубке провёл 2 матча и забил 1 гол. Затем вернулся в «Локомотив». Сейчас выступает за команду под 24 номером.

### Карьера в сборной
В начале 2005 года он принял участие в учебно-тренировочных сборах в составе национальной сборной Узбекистана. В феврале 2012 года главный тренер сборной Узбекистана Вадим Абрамов вызвал Рахимов на товарищеский матч против Южной Кореи и игру квалификации на чемпионат мира 2014 против Японии. 25 февраля 2012 года он дебютировал в составе сборной в матче против Южной Кореи (4:2), Рахимов вышел на 53 минуте вместо Жасура Хасанова, а на 79 минуте он забил гол в ворота Ким Ён Гвана. В игре против Японии он остался на скамейке запасных.

## Достижения
- Бронзовый призёр чемпионата Узбекистана: 2012